# Фрайенвиль
Фрайенвиль (нем. Freienwil) — коммуна в Швейцарии, в кантоне Аргау.
Входит в состав округа Баден-Аргау.  Население составляет 863 человека (на 31 декабря 2007 года). Официальный код  —  4028.

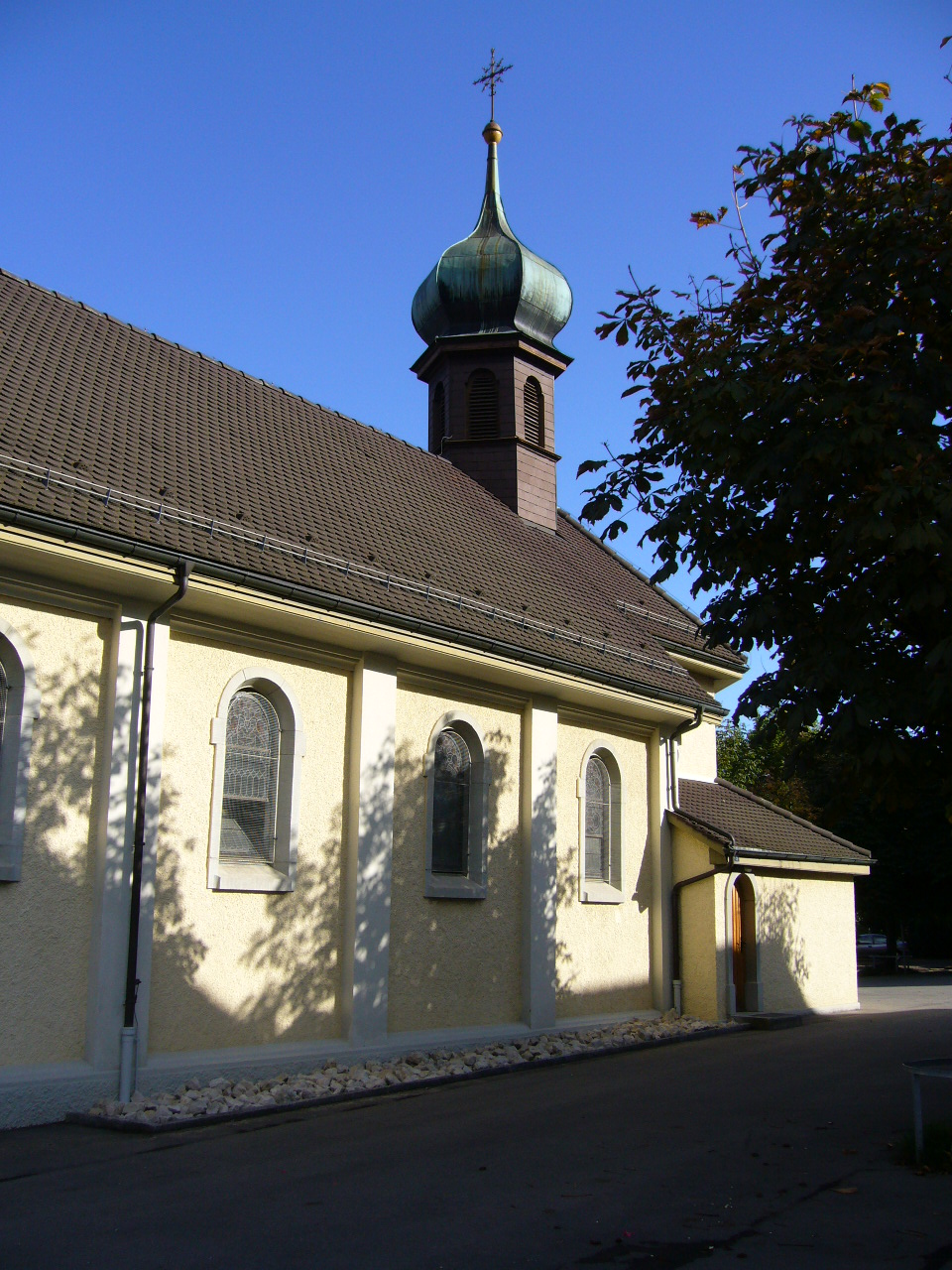
Капелла

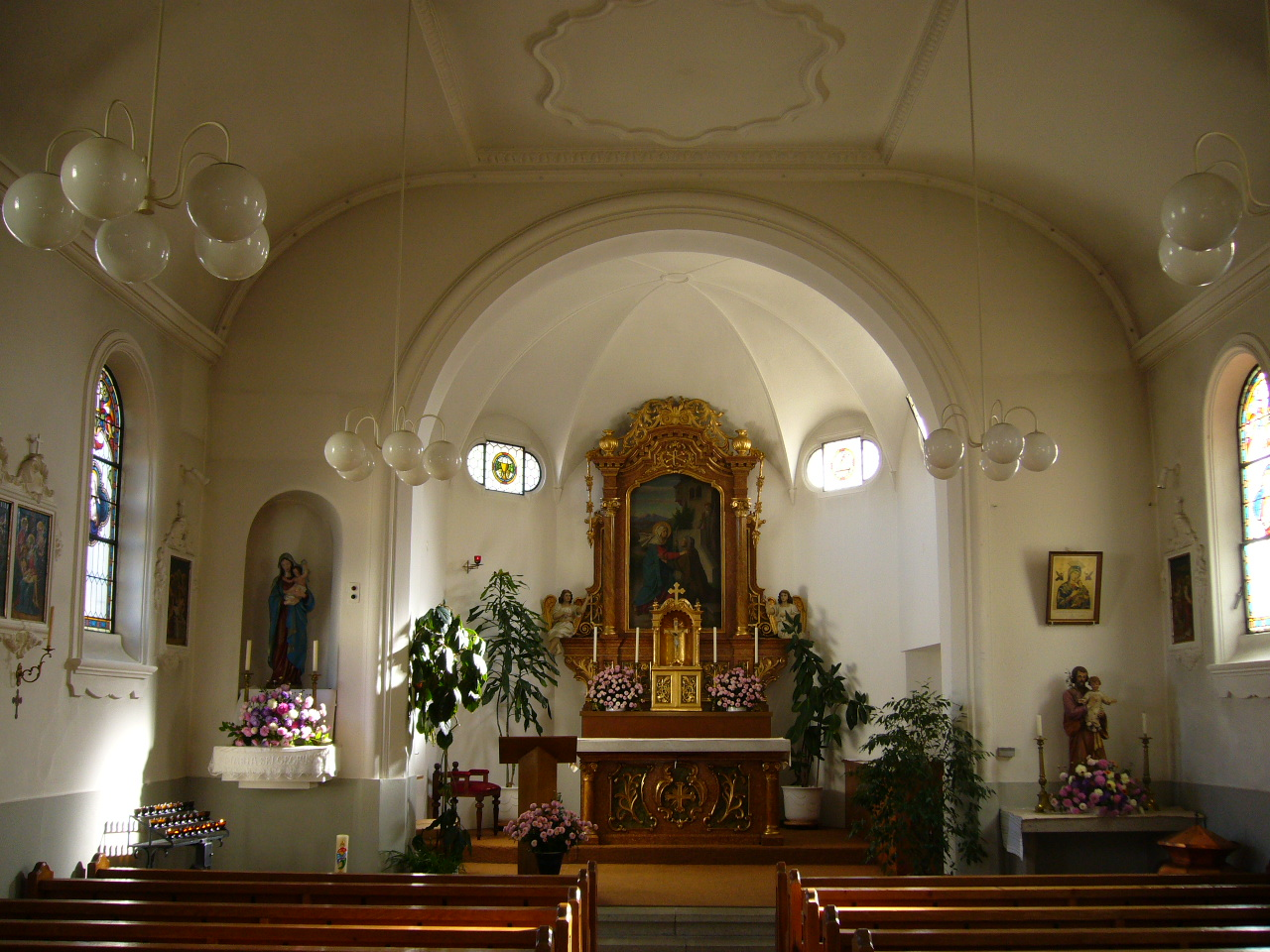
Капелла